# Langer Kamp 8

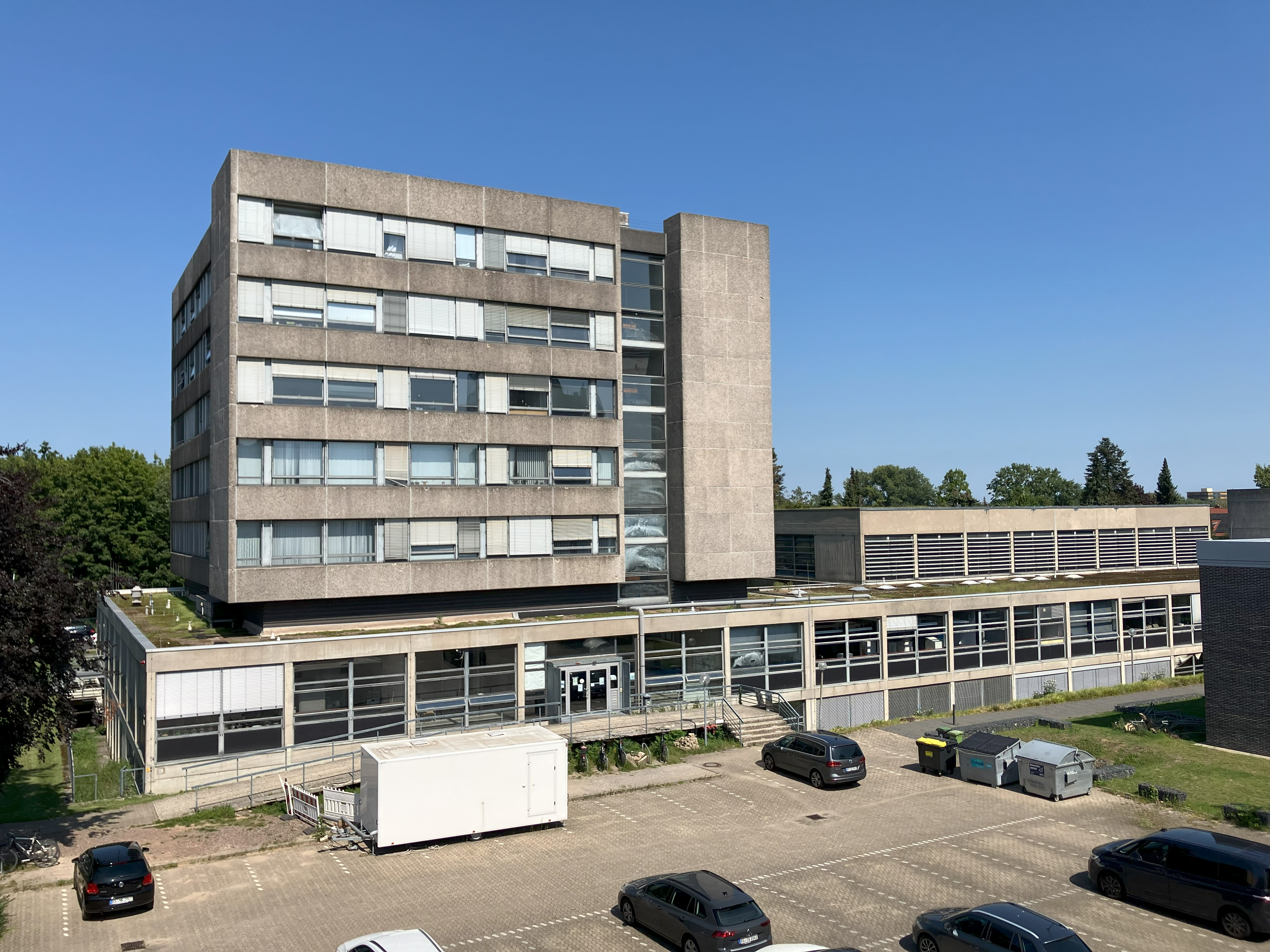
Das Institutsgebäude Langer Kamp 8

Das Gebäude Langer Kamp 8 im Stadtbezirk Nordstadt-Schunteraue von Braunschweig beherbergt das Institut für Füge- und Schweißtechnik der Technischen Universität Braunschweig. Das Anfang der 1970er Jahre im Stil des Brutalismus entstandene sechsgeschossige Bauwerk ist unter der ID 41964302 im Niedersächsischen Denkmalverzeichnis als Einzeldenkmal eingetragen.

## Beschreibung
Der in Stahlbetonskelettbauweise gefertigte, freistehende Baukörper umfasst einen eingeschossigen Sockelbereich, welcher vorwiegend als Werkstättentrakt genutzt wird, sowie einen fünfgeschossigen Gebäudeteil mit Büro- und Seminarräumen. Letzterer weist einen windmühlenförmigen Grundriss auf. Die mit Waschbetonplatten verkleidete Fassade wird am Bürotrakt durch horizontale Fensterbänder sowie ein vertikales Fensterband im Flurbereich gegliedert. Durch seine Erscheinung entfaltet das Gebäude eine prägende Wirkung auf das Straßenbild.

## Geschichte
Im Zuge des Ausbaus der 1968 zur Technischen Universität erhobenen Technischen Hochschule Braunschweig wurde von 1969 bis 1972 am Langen Kamp das Institut für Werkstoffkunde errichtet. In der Umgebung wurden bereits seit den 1950er-Jahren Institute der Fakultät Maschinenbau angesiedelt. Der Bau erfolgte im Rahmen eines bundesweiten Ausbauprogramms der Hochschulen. Als Architekt fungierte Dieter Oesterlen, der auch seit 1952 an der TH Braunschweig das Fachgebiet Gebäudelehre und Entwerfen lehrte. Somit verkörpert der Bau einerseits die städtebauliche Entwicklung der frühen Nachkriegszeit bis in die 1970er-Jahre, andererseits auch die enge Verbindung von Theorie und Praxis der Braunschweiger Schule.
Im April 2024 geriet das Gebäude in die Kritik, weil Nutzer einen massiven Sanierungsstau bemängelten.